# Hydrotaea cyrtoneurina
Hydrotaea cyrtoneurina este o specie de muște din genul Hydrotaea, familia Muscidae. A fost descrisă pentru prima dată de Zetterstedt în anul 1845. Conform Catalogue of Life specia Hydrotaea cyrtoneurina nu are subspecii cunoscute.